# Nemanja Radulović
Nemanja Radulović (Niš, 1985. október 18. –) Franciaországban élő szerb hegedűművész.

## Pályafutása
Hétévesen kezdett hegedülni. Az 1990-es évek második felében Saarbrückenben Joshua Epsteintől, Belgrádban Dejan Mihailovićtól vett órákat. Tizennégy évesen családjával Párizsba költözött, ahol a Párizsi Konzervatóriumban Patrice Fontanarosa tanítványa volt. 2006-ban lett világszerte ismert, amikor Maxim Vengerov helyére beugorva játszotta Beethoven Hegedűversenyét az Orchestre philharmonique de Radio France-szal és Myung-whun Chunggal.
2020-ban a Virtuózok V4+ zsűritagja volt.